# Бударінський сільський округ
Буда́рінський сільський округ (каз. Бударин ауылдық округі, рос. Бударинский сельский округ) — адміністративна одиниця у складі Акжаїцького району Західноказахстанської області Казахстану. Адміністративний центр — село Бударіно.
Населення — 1545 осіб (2021; 2019 у 2009, 2450 у 1999, 2549 у 1989).
Станом на 1989 рік існувала Бударінська сільська рада (села Барановка, Бударіно, Коловертне, Підхоз Автоуправління).

## Склад
До складу округу входять такі населені пункти:
| Населений пункт  | Старі назви                   | Населення, осіб (1989) | Населення, осіб (1999) | Населення, осіб (2009) | Населення, осіб (2021) |
| ---------------- | ----------------------------- | ---------------------- | ---------------------- | ---------------------- | ---------------------- |
| Бударіно, село   | -                             | 1599                   | 1575                   | 1444                   | 1240                   |
| Коловертне, село | -                             | 403                    | 405                    | 256                    | 104                    |
| Авангард, село   | Підхоз Автоуправління, Підхоз | 152                    | 92                     | -                      | -                      |
| Самал, село      | Барановка                     | 395                    | 378                    | 319                    | 201                    |